# Marc Dourojeanni
Marc Jean Dourojeanni Ricordi (París, 2 de enero de 1941), más conocido como Marc Dourojeanni, es un ingeniero, escritor, docente universitario y especialista peruano en temas ambientales. Es profesor emérito de la Universidad Nacional Agraria La Molina en Lima, Perú.

## Biografía
Fue profesor de la Universidad Nacional Agraria de La Molina, Lima, de 1964 a 1988, y Director General Forestal del Perú de 1973 a 1979. En 1984 recibió una beca Guggenheim para escribir libro sobre Amazonia biología y ecología. De 1990 a 1995 ocupó la jefatura de la División Ambiental del Banco Interamericano de Desarrollo en Washington y luego fue el Asesor Principal del banco en asuntos ambientales en su sede de Brasil desde 1995 hasta su retiro en el 2002. 
También fue oficial sénior del Banco Mundial, Presidente de la Sociedad Entomológica del Perú. Vicepresidente de la Unión Internacional para la Conservación de la Naturaleza y de la Comisión Mundial de Áreas Protegidas (WCPA).

## Obra
Es el primer entomólogo forestal del Perú y primer profesor peruano de áreas protegidas y manejo de fauna. Participó directamente en manejo de fauna amenazada y en la creación de numerosas áreas naturales protegidas del Perú entre 1964 y 1988. Dedicó gran parte de su vida a la conservación de la Amazonia. Es autor de centenas de artículos y de 20 libros.

### Libros
- 2018. Áreas Naturales Protegidas del Perú: El Comienzo.[4]

- 2013. Loreto Sostenible al 2021.

- 2011. Amazonia probable y deseable: ensayo sobre el presente y futuro de la Amazonia. Universidad Inca Garcilaso de la Vega, Fondo Editorial. ISBN 9786124050466. OCLC 793326949.
- 2009. Crónica Forestal del Perú.

- 1994. Compatibilizando desarrollo y conservación: el caso del manejo de los bosques naturales. Banco Interamericano de Desarrollo. 1994. OCLC 40798056.

- 1990. Amazonia Qué Hacer?[5]

- 1988. Gran geografía del Perú: naturaleza y hombre. Vol. 4 Vol. 4. Manfer. OCLC 253665206.

- 1982. Recursos naturales y desarrollo en América Latina y el Caribe. Universidad de Lima. 1982. OCLC 949329833.

- 1971. Catalogue des Coléoptères de Belgique, fasc. V 100 & 101: catalogue raisonné des Scolytidae et Platypodidae. Société Royale d'Entomologie de Belgique, Bruselas. 150 pp.

### En colaboración
- 2013. Con Maria Tereza Jorge Pádua. Arcas a Deriva. Unidades de Conservação do Brasil. ISBN: 978-8561368371[6]

- 2010. Con Alberto Barandiarán Gómez y Diego Dourojeanni. Amazonía peruana en 2021 : explotación de recursos naturales e infraestructura : ¿qué está pasando? ¿qué es lo que significa para el futuro? (2a edición). Lima: Sociedad Peruana de Derecho Ambiental, SPDA. 2010. p. 182. ISBN 9789972792700. OCLC 677100431.

- 2007. Con Maria Tereza Jorge Pádua. Biodiversidade: a Hora Decisiva. p. 302. ISBN: 9788573350753.

- 2006. Con Ricardo Quiroga. «Gestión de áreas protegidas para la conservación de la biodiversidad: Evidencias de Brasil, Honduras y Perú | Publicaciones». Banco Interamericano de Desarrollo.

- 1978. Con Carlos F. Ponce. Los parques nacionales del Perú. Instituto de la Caza Fotográfica y Ciencias de la Naturaleza. OCLC 5265956.

### Artículos en libros
- 2010. «El incierto futuro de la Amazonía peruana». Pobreza, desigualdad y desarrollo en el Perú : informe anual 2010-2011. OCLC 755034932.

### Artículos académicos
- 2018. «Áreas naturales protegidas e investigación científica en el Perú». Revista Forestal del Perú 33 (2): 91-101. ISSN 2523-1855. doi:10.21704/rfp.v33i2.1223. Consultado el 27 de marzo de 2019.

- 2016. «Aprovechamiento del barbecho forestal en áreas de agricultura migratoria en la amazonia peruana». Revista Forestal del Perú 14 (2). ISSN 2523-1855. doi:10.21704/rfp.v14i2.136. Consultado el 27 de marzo de 2019.